# Далбю
Далбю (на шведски: Dalby) е град в южна Швеция, лен Сконе, община Лунд. Разположен е на около 40 km от брега на Балтийско море. Намира се на около 480 km на югозапад от столицата Стокхолм и на около 10 km на югоизток от Лунд. Има жп гара. Населението на града е 6464 жители, по приблизителна оценка от декември 2017 г.